# Grand Bazar

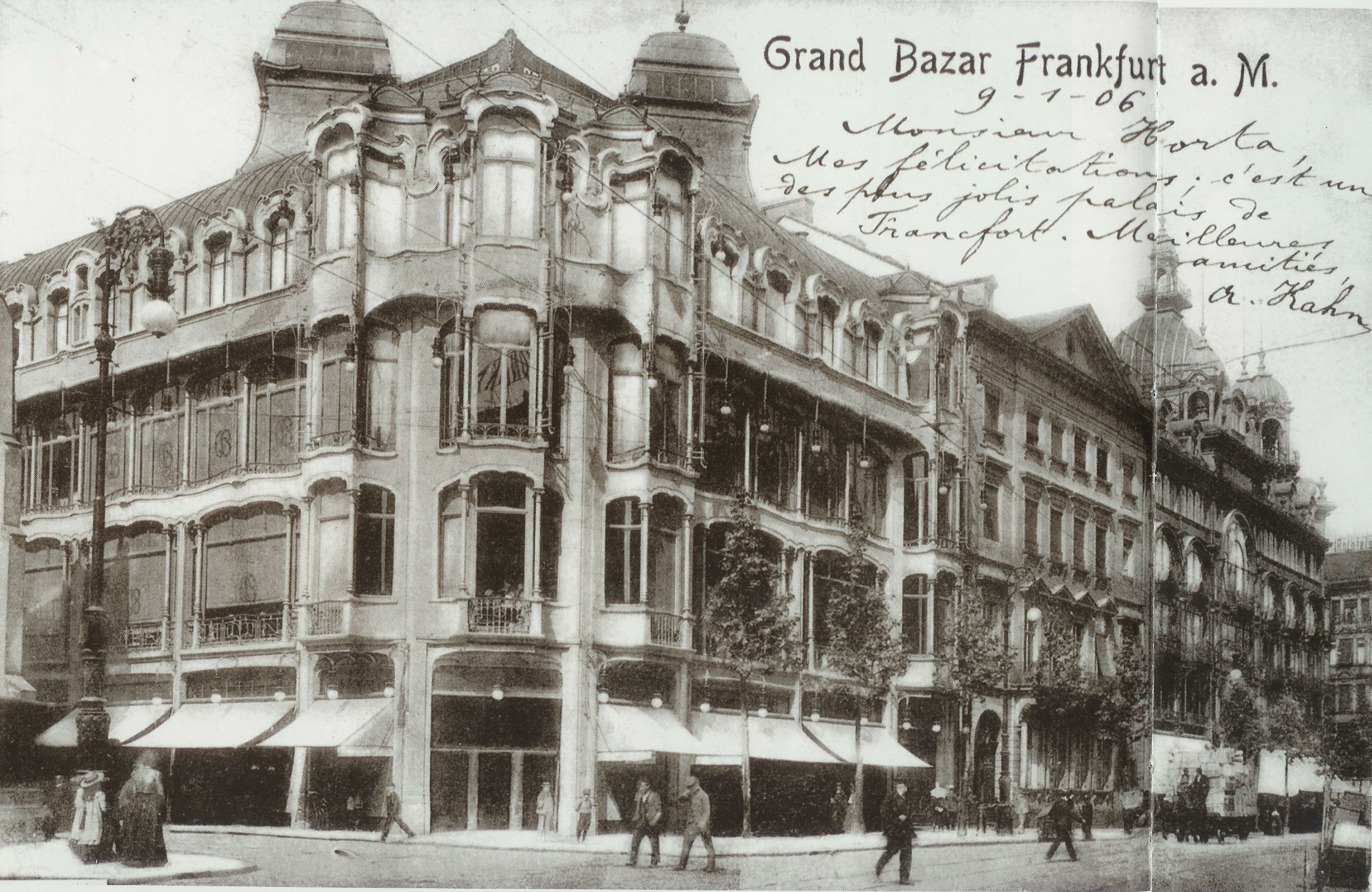
Grand Bazar Frankfurt van Victor Horta (gesloopt)

Grand Bazar is een voormalig Belgisch warenhuisconcern met vestigingen in België, Nederland en Duitsland. Naast de Grand Bazar was er een warenhuisketen actief onder de naam 'Grand Bazar de la Place Saint-Lambert' in Luik en omgeving. Deze keten was een zelfstandige onderneming.
De eerste Grand Bazar in België werd, naar Parijs' voorbeeld, omstreeks 1875 geopend aan de Place Verte in Verviers. Dit eerste warenhuis ging op 4 december 1886 in vlammen op, waarbij de oprichter, Godefroid Xhrouet, om het leven kwam. In 1885 opende een vestiging van Grand Bazar du Bon Marché aan de Groenplaats in Antwerpen. Daarna volgden warenhuizen in Brussel (1898), Gent, Kortrijk, Roeselare en andere steden.
De meeste Grand Bazars waren imposante gebouwen op centrale locaties in binnensteden. Soms werden bekende architecten aangetrokken. Zo ontwierp Victor Horta de Grand Bazars van Brussel (1903) en Frankfurt (1903), beide afgebroken.
In Nederland was het concern eveneens actief. In Amsterdam, Den Haag, Rotterdam, Utrecht, Groningen en Maastricht bestonden aan het eind van de 19e, begin 20e eeuw warenhuizen met de naam Groote of Grand Bazar, maar het is niet duidelijk of er enige relatie met het Belgische concern bestond.
In de jaren 1960 en 1970 ging het slecht met Grand Bazar Entreprises. In 1974 fuseerde het Belgische concern met Inno-BM en ontstond GB-Inno-BM. Dit conglomeraat werd in 2002 ontbonden. De 16 Belgische warenhuizen, de Galeria Inno, werden daarna eigendom van de Duitse Galeria Kaufhof GmbH.
In 1958 werd de eerste GB-supermarkt geopend. De naam van de eertijds roemruchte Grand Bazar-warenhuizen leefde zo nog voort in deze supermarktketen, die later eigendom werd van het Franse Carrefour. Het gebruik van de naam "GB" werd echter afgebouwd.

## Nederland
In Nederland was de Grand Bazar actief onder de naam Galeries Modernes, met vestigingen in onder meer Rotterdam, Utrecht, Eindhoven en Amsterdam. Deze Nederlandse filialen werden in 1970 overgenomen door het Bijenkorf-concern.
In Nederland waren vanaf 1954 ook filialen van de Grand Bazar uit Luik actief onder de naam Grand Bazar. Deze sloten in 1970 hun deuren. De warenhuisgebouwen werden verkocht aan Vroom en Dreesmann.